# ایراواتا
ایراواتا (به سانسکریت ऐरावत به معنی متعلق به ایراواتی) یک فیل سفید است که خدای هندو ایندرا را حمل می‌کند. او همچنین ابهرا-ماتانگا به معنی فیل ابرها، ناگا-مالا به معنی فیل جنگجو، و آرکاسودارا به معنی برادرِ خورشید نیز نامیده می‌شود. ابهرامو فیل‌همسر ایراواتا است. ایراواتا ده عاج و پنج خرطوم داشته و کاملاً سفید است. ایراواتا همچنین سومین پسر کاشیاپ و کادرو است. در مهاباراتا او به عنوان مار بزرگ معرفی شده‌است.

## پیشینه نام
ایراواتا به این نام‌ها نیز شناخته می‌شود:
- سانسکریت:ऐरावत
- خمر: ឰរាវ័ត، ឰរាវ័ណ(អៃរាវ័ណ)، ឯរាវ័ណ
- تامیلی: ஐராவதம்
- تایلندی: اِراوان

## سنت هندو

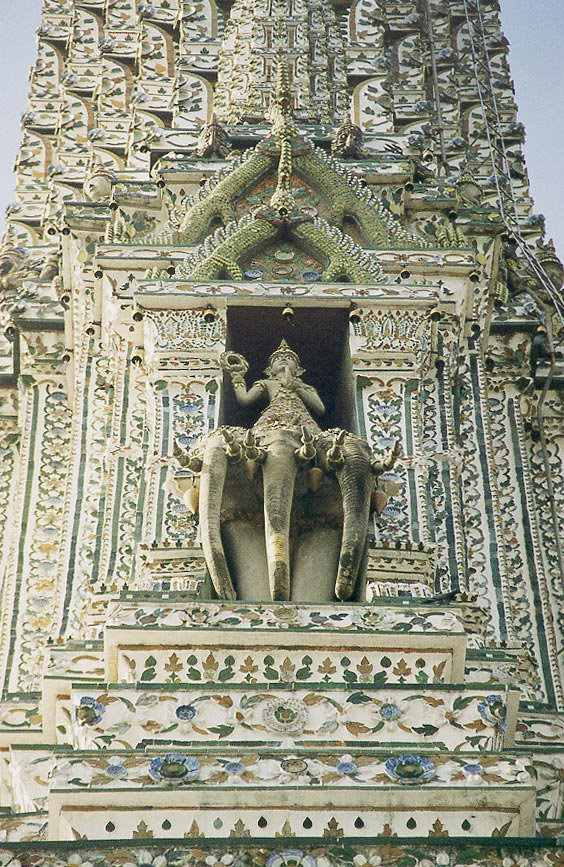
قسمتی از فرا پرانگ، برج اصلی وت ارون (معبد سپیده) در بانکوک، تایلند، که ایندرا را بر پشت فیل سه سر خود اِراوان (ایراواتا) نشان می‌دهد.

براساس رامایانا، مادر فیل ایراواتی بود. بر اساس ماتانگالیلا، ایراواتا زمانی به دنیا آمد که برهما اوراد مقدس را بر روی نیمه‌ها پوسته تخمی که گارودا از آن به دنیا آمده بود خواند، و پس از او هفت فیل نر و هشت فیل ماده دیگر نیز به وجود آمدند. پریتو ایراواتا را شاه تمام فیل‌ها تعیین کرد. یکی از نام‌های او به معنی «او که ابرها را به هم می‌پیونداند» است زیرا بر طبق اساطیر این فیل‌ها قادرند ابرها را تولید کنند. ارتباط فیل‌ها با آب و باران در اساطیر مربوط به ایندرا که در هنگام شکست دادن وریترا بر پشت ایراواتا سوار است، نشان داده شده‌است. این فیل قدرتمند خرطوم خود را در دنیای مردگان پر از آب فرو برده، آب آن را می‌نوشد، و سپس آن آب را بر ابرها می‌پاشد، که سپس اینرا ابرها را به باریدن آب خنک وادار می‌کند، و بدین صورت آب‌های آسمان با آب‌های دنیای زیرزمینی پیوسته می‌شوند.
در افسانه‌ای دیگر، ایراواتا از به‌هم خوردن آب‌های اقیانوس شیر به وجود آمده و این اعتقاد وجود دارد که این فیل از یکی از جهات قطب‌نما محافظت می‌کند. همچنین ایراواتا در دروازه سوارگا، قصر ایندرا، می‌ایستد. به‌علاوه، هشت الهه نگهبان که بر جهات قطب‌نما نظارت دارند هر یک بر پشت یک فیل می‌نشینند. هر یک از الهه‌ها فیلی دارد که در دفاع و محافظت از جهت مربوط به خود مشارکت می‌کند. رئیس آنها ایراواتا متعلق به ایندرا است. در بهگود گیتا به ایراواتا اشاره شده‌است:
در داراسورام در نزدیکی تانجاوور معبدی وجود دارد که گفته می‌شود در آن ایراواتا لینگام را پرستش کرد؛ به همین دلیل لینگام به تاسی از او ایراواتسوارا نیز نامیده می‌شود. این معبد که دارای مجسمه‌ها و معماری نادری است، توسط راجه‌راجه کلا دوم (۱۱۴۶–۷۳) ساخته شد.

## آیین جین
در آیین جین، هنگامی که یک تیرتانکارا به دنیا می‌آید، ایندرا با همسر خود شاچی بر پشت مرکب خود فیل بزرگ ایراواتا از آسمان نزول می‌کند تا این رویداد را جشن بگیرد.

## اِراوان

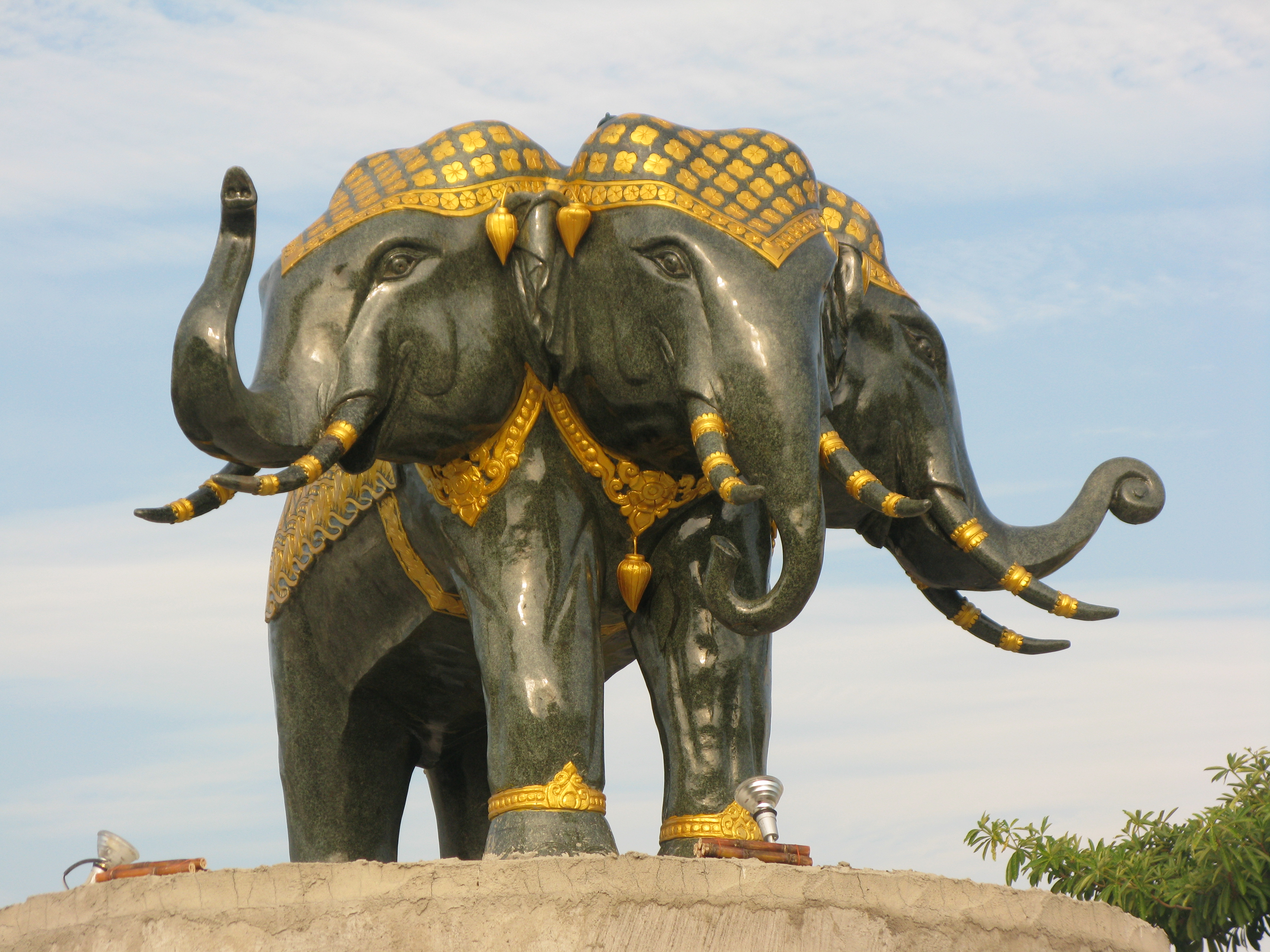
مجسمه ایراوان در چیانگ مای، تایلند.

اِراوان (به تایلندی เอราวัณ، از پالی اِراوانا یا سانسکریت ایراوانا) یکی از نام‌های تایلندی ایراواتا است. او به شکل یک فیل عظیم‌الجثه با سه یا گاهی اوقات سی و سه سر تصویر می‌شود که اغلب بیش از دو عاج دارد. بعضی از مجسمه‌ها ایندرا پادشاه بهشت تاواتیسما را بر پشت اِراوان نشان می‌دهند. این فیل گاهی به پادشاهی قدیم لائوسی لان ژانگ و پادشاهی لائوس نسبت داده می‌شود، که در آنجا به «فیل سه سر» معروف بود و بر روی پرچم سلطنتی وجود داشت.